# Scelotes vestigifer
Scelotes vestigifer là một loài thằn lằn trong họ Scincidae. Loài này được Broadley miêu tả khoa học đầu tiên năm 1994.